# Праве птице певачице
Праве птице певачице (лат. Passeri) су подред птица у оквиру реда птица певачица (Passeriformes). Праве птице певачице (Passeri) су подред реда птица певачица са највећим бројем врста и један од два већа подреда овог реда, поред подреда крешталице (Tyranni) који претежно насељава Јужну Америку. Поред ова два постоји и трећи веома мали подред новозеландски царићи (Acanthisitti) са Новог Зеланда који садржи само две живуће врсте. Друго име које се понекад сматра научним или народним именом је Oscines, од латинског oscen, „птица певачица”. Passeriformes садржи око 5.000 врста које се налазе широм света, код којих је вокални орган обично развијен на такав начин да производи разнолику и разрађену песму птица.
Постоји и трећа лоза ових птица, Acanthisitti са Новог Зеланда, од којих су данас живе само две врсте. Неки докази сугеришу да су птице певачице еволуирале пре 50 милиона година у делу Гондване који је касније постао Индија, Шри Ланка, Аустралија, Нови Зеланд, Нова Гвинеја и Антарктик, пре него што су се прошириле широм света.

## Певање
Сложене песме су специфичност правих птица певачица и по њима се разликују од других птица, иако све птице имају неки облик оглашавања. Певањем праве птице певачице обавештавају друге птице о својој локацији, идентитету и сексуалним намерама. Сексуална селекција је заснована на ширини репертоара мужјака, што је већи мужјаков репертоар то више женки привлачи.
Друге птице се некад оглашавају када траже партнера или када штите територију, али су то обично једноставни и репетитивни звуци. Песме правих птица певачица су углавном људима пријатне, али неке породице као на пример вране (Corvidae) имају непријатан крештав звук. 

## Порекло
Верује се да су праве птице певачице (Passeri) еволуирале пре око 50 милиона година на делу суперконтинента Гондвана, који се касније одвојио и поделио на континенте Аустралија и Антарктик и острва Нови Зеланд и Нова Гвинеја. Одатле су се касније прошириле по целом свету.

## Породице
Сибли и Алквист су поделили птице певачице у два „парвордера“, Corvida и Passerida (стандардна таксономска пракса би их рангирала као инфраредове), распрострањене у Аустрало-Папуи и Евроазији. Међутим, касније молекуларне студије су показале да је овај третман донекле погрешан. Passerida је веома разнолика лоза, која обједињује преко једне трећине свих врста птица и укључује (2015.) 3.885 врста). Оне су подељене у три велике суперфамилије (иако не одговарају баш Сибли-Алквистовом аранжману), поред неких мањих лоза.
Насупрот томе, ССибли-Алквистова „Corvida” је филогенетски разред и артефакт фенетичке методологије. Највећи део „Corvida“ чини велика клада Corvides (812 врста од 2015. године), која је сестринска група Passerida. Преосталих 15 породица осцина (343 врсте у 2015. години) формирају серију сестринских група које се у основи гранају у кладу Corvoid - Passerid. Све ове групе, које формирају најмање шест узастопно гранајућих базалних клада, налазе се искључиво или претежно у Аустралазији. Аустралијски ендеми су такође истакнути међу базалним линијама у Corvoids и Passerids, што сугерише да птице певачице потичу и разишле су се у Аустралији.
Рибарице и птице лире, од којих постоји само две врсте, представљају најстарију лозу птица певачица на Земљи. Руфоносна шикарица, Atrichornis rufescens, у суштини је ограничена на подручје светске баштине у прашумама Гондване у Аустралији, које се јављају у деловима Квинсленда и Новог Јужног Велса. Сада се налази само на надморским висинама изнад 600 m (2.000 ft).
Породице које припадају подреду праве птице певачице (Passeri):
- Лирорепе
[11][12]
- Жбунарке
[13]
- Аустралијски пузићи
[14]
- Баштованке
[15][16][17]
- Рајски царићи

- Медарице

- Чекињарке

- Царићи провирљивци

- Трнокљунке

- Аустралијске брбљуше

- Тркуље

- Сатенске птице

- Дугокљунице и бобичарке

- Седлокљунке

- Хихи

- Шарене бобичарке

- Сврачколике мухарице

- Шлемашице

- Жбуносврачци

- Ванге

- Борнеанске чекињарке

- Аустралијске свраке

- Јоре

- Сврачколике кукавице

- Аустралијски бргљези

- Аустралијски сврачколики дроздови

- Сврачци

- Зеленке / виреони

- Вуге

- Дронгови

- Лепезорепке

- Рајске мухарице

- Вране

- Аустралијске блатарке

- Мелампите

- Плавокапи ифрит

- Рајске птице

- Аустралијски царићи

- Ћелаве свраке

- Скакачице

- Петлованске брбљуше

- Свилорепе

- Будоарке

- Хипоколијуси

- Палмине чаврљинке

- Хавајске нектарке
 (Mohoidae) †
- Америчке мухарице

- Сенице

- Беле сенице

- Никатори

- Бркате сенице

- Шеве

- Булбули

- Ласте

- Краткокрилке

- Афричке грмуше

- Цвркутићи

- Дугорепе сенице

- Звиждаци

- Трстењаци

- Цврчићи

- Донакобијуси

- Мадагаскарске грмуше

- Шивачице

- Брбљивци

- Земне брбљуше

- Смејући дроздови

- Грмуше

- Белооке

- Шећерне птице

- Плавоптице

- Краљићи

- Хилиоте

- Царићи

- Комарице

- Бргљези

- Пузгавци

- Пузићи

- Птице ругалице

- Чворци

- Кљувачи

- Дроздови

- Мухарице Старог света

- Воденкосови

- Лишћарице

- Цвећарке

- Сунчане птице

- Врапци

- Плетиље / Ткаље

- Воскокљуне зебе

- Удовице

- Маслињарке

- Попићи

- Плиске и трептељке

- Пржевалскијеве зебе

- Зебе

- Америчке грмуше

- Америчке вуге

- Бананарке

- Стрнадице

- Танаџери

- Кардинали
